# 窩打老道山

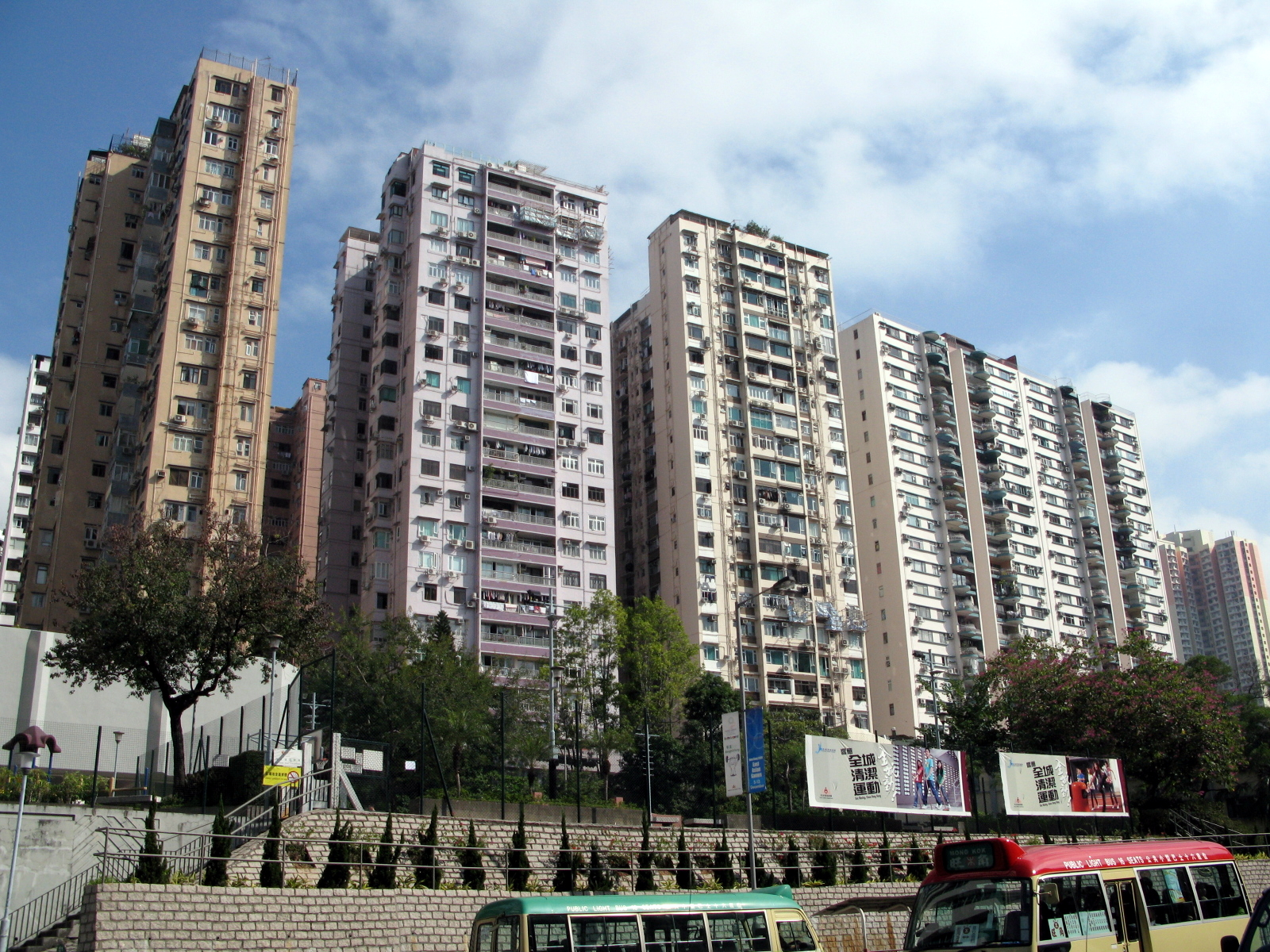
窩打老道山老牌住宅

窩打老道山，簡稱窩山（英語：Waterloo Hill，Black Rock Hill），位於香港九龍的九龍城區何文田附近，即窩打老道、公主道及培正道之間的一塊高地，並且建有文福道及文運道兩條道路。該座小山崗在1920年代被用作墳地，政府在1950年代因應九龍市區的擴展，1961年開始平整窩打老道山的土地，而窩打老道山東半部的回教墳場亦於1963年關閉，至1970年代已為一個高尚住宅區，山上是密集性多層私人住宅大廈，大部分在1960至1970年代間興建。

## 歷史
1967年香港發生六七暴動，居於窩打老道山文運道12號仁華園的香港商業電台節目主持人林彬在電台節目譴責鬥委會等香港左派團體搗亂香港社會及周圍放炸彈濫殺無辜，其後左派人士對林彬發出死亡恐嚇，1967年8月24日早上，林彬從仁華園寓所駕駛汽車載同堂弟林光海返回電台辦公室上班，林彬將汽車駛至文福道的路口時遭到左派人士伏擊，林氏兄弟被兇徒潑汽油縱火燒至重傷，左派媒體《新晚報》於案發當日下午刊登左派暴力社團的公告承認殺害林彬，並且警告《明報》社長查良鏞等人要以林彬的下場引以為鑑，林彬兄弟先後於翌日及29日在伊利沙伯醫院傷重不治。

## 學校
- Stamford American School Hong Kong（校舍為前新法書院 ）
- 余振強紀念中學
- 創知中學
- 香港培正中學
- 香港培正小學

## 公共設施
- 九龍公共圖書館
- 香港基督教女青年會

## 道路
山上道路
- 文福道
- 文運道

四周道路
- 培正道
- 公主道
- 窩打老道

## 外部連接
维基共享资源上的相關多媒體資源：窩打老道山